# Georgije Magarašević
Georgije Magarašević (Adaševci, Srijem, 1793. – Novi Sad, 1830.), povjesničar, književnik, kulturni radnik, pristaša ideja Vuka Stefanovića Karadžića o jeziku, veliki dositejevac. Gimnaziju i bogosloviju učio je u Srijemskim Karlovcima, a filozofiju u Pešti. Bio je gimnazijski profesor u Srijemskim Karlovcima, zatim u Novom Sadu.
Po nagovoru Pavla Šafarika pokrenuo je i do smrti uređivao časopis "Serbska letopis" (Serbske letopisi), čiji se prvi broj pojavio krajem 1824. godine ("za god. 1825, perva častica"). Taj časopis, kasnije nazvan Letopis Matice srpske, izlazi i danas. Magarašević je proučavao Dositeja Obradovića i kao njegov sljedbenik pisao povijesna djela, putopise i rasprave u cilju prosvjećivanja naroda ("Putovanje po Srbiji", "Duh spisanija Dositejevih", 1830. ...). Napisao je prvu opću povijest kod  Srba. Izdao je Dositejeva pisma 1829. godine.

## Napomena
- U ELZ i Minerva Magarašević je uvršten pod imenom Đorđe, bez napomene da se u drugim izvorima spominje pod imenom Georgije. Usp. Đorđe Magarašević (1857-1931), književnik i filolog.

Magaraševića djela uvrštena u izvore za RSANU (knjiga I, str. LXXI):
- [Магарашевићь Георгій), Нове историческе паметидостойности живота Наполеона Бонапарте ... Преведено сь нъмачкогь єзика. У Будиму 1822.
- - - -, Исторія ... европейски приключениія, от ... 1809. до 1821. год., у Бечу 1823.
- - - -, Кратка всемірна исторія, у Будиму 1831.

Izvori:
- MEP, ELZ, Minerva, Popularna enciklopedija
- (srp.) Povijest Matice srpske
- (srp.) Ljetopis Matice srpske